# Orimarga (Orimarga) euryptera
Orimarga (Orimarga) euryptera is een tweevleugelige uit de familie steltmuggen (Limoniidae). De soort komt voor in het Oriëntaals gebied.